# John Hasilwood
John Hasilwood (em 1485 - 1544) foi um político inglês.
Ele foi um membro do parlamento (MP) e membro do Middle Temple. Foi um MP por Buckingham em 1529. Pouco se sabe sobre Hasilwood. Ele não foi reeleito em 1536; acredita-se que isso ocorreu por causa da sua proximidade com a facção da segunda esposa de Henrique VIII, a rainha Ana Bolena, que havia sido recentemente executada por traição e adultério.